# Agropur
Agropur Dairy Cooperative (Agropur) er et canadisk mejerikorporativ med hovedkvarter i Longueuil, Quebec. Mejeriet blev etableret i 1938 og har i dag 2.908 landmænd som medlemmer. Der er 7.500 ansatte.